# Cantharis pallida
Espèce
Cantharis pallida est une espèce d'insectes coléoptères de la famille des Cantharidae.